# Kremperheide
Kremperheide (niederdeutsch: Kremperheid) ist eine Gemeinde im Kreis Steinburg in Schleswig-Holstein.

## Geografie

### Geografische Lage
Das Gemeindegebiet von Kremperheide erstreckt sich am westlichen Hang der Münsterdorfer Geestinsel südlich von Itzehoe im Landschaftsbereich der Holsteinischen Vorgeest, einem Teilraum der Schleswig-Holsteinischen Geest.

### Nachbargemeinden
Das Gemeindegebiet wird eingegrenzt von selbigen der Gemeinden:
| Heiligenstedtenerkamp | Itzehoe                                     | Breitenburg |
| Hodorf, Bahrenfleth   | Kompassrose, die auf Nachbargemeinden zeigt |             |
|                       | Krempermoor                                 | Dägeling    |

## Politik

### Gemeindevertretung
Bei der Kommunalwahl am 14. Mai 2023 wurden insgesamt 13 Sitze vergeben. Von diesen erhielt die Wählervereinigung Kremperheide fünf Sitze, die CDU erhielt vier Sitze und die SPD und die Freien Wähler erhielten je zwei Sitze.

### Wappen
Blasonierung: „Über grünem Dreiberg in Silber ein wurzelloser Heidestrauch mit schwarzen Stängeln und roten Blüten; im vorderen Obereck ein blaues Wagenrad, im hinteren ein linksgewendeter räderloser blauer Pflug.“

## Infrastruktur

### Bildung
- Grundschule Kremperheide
- Ev.-luth. Kindergarten

### Verkehr
Durch das Gemeindegebiet von Krempermarsch führt im Individualverkehr die schleswig-holsteinische Landesstraße 120.
Im ÖPNV wird der Ort an der Marschbahnstrecke erreicht. Bedient wird der Haltepunkt Kremperheide von der Nordbahn Eisenbahngesellschaft, die stündliche Verbindungen nach Hamburg-Altona sowie nach Itzehoe betreibt.

## Kultur und Sehenswürdigkeiten

### Vereine und Organisationen
- TSV Kremperheide
- Freiwillige Feuerwehr Kremperheide
- Jugendmusikzug Kremperheide
- Jugendfeuerwehr BKK (Bahrenfleth / Kremperheide / Krempermoor)
- Pferde und Breitensportverein Kremperheide
- DRK-Ortsverein Kremperheide/Krempermoor
- AWO-Ortsverein Kremperheide/Krempermoor
- Pfadfinder Fischreiher Kremperheide/Wellenkamp[6]

### Kirchen

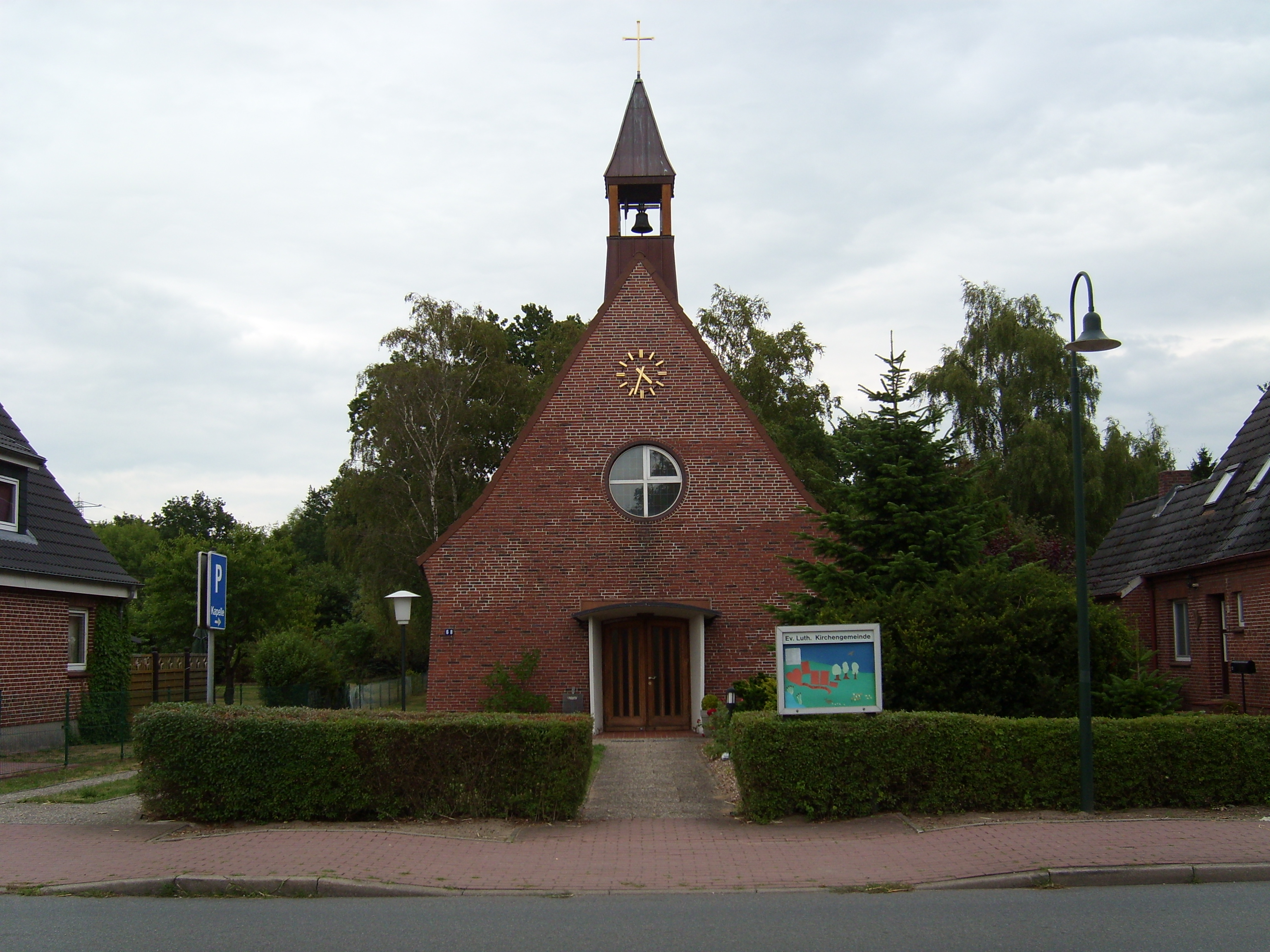
St. Johannis

- Ev.-luth. Kirchengemeinde St. Johannes

## Fotos

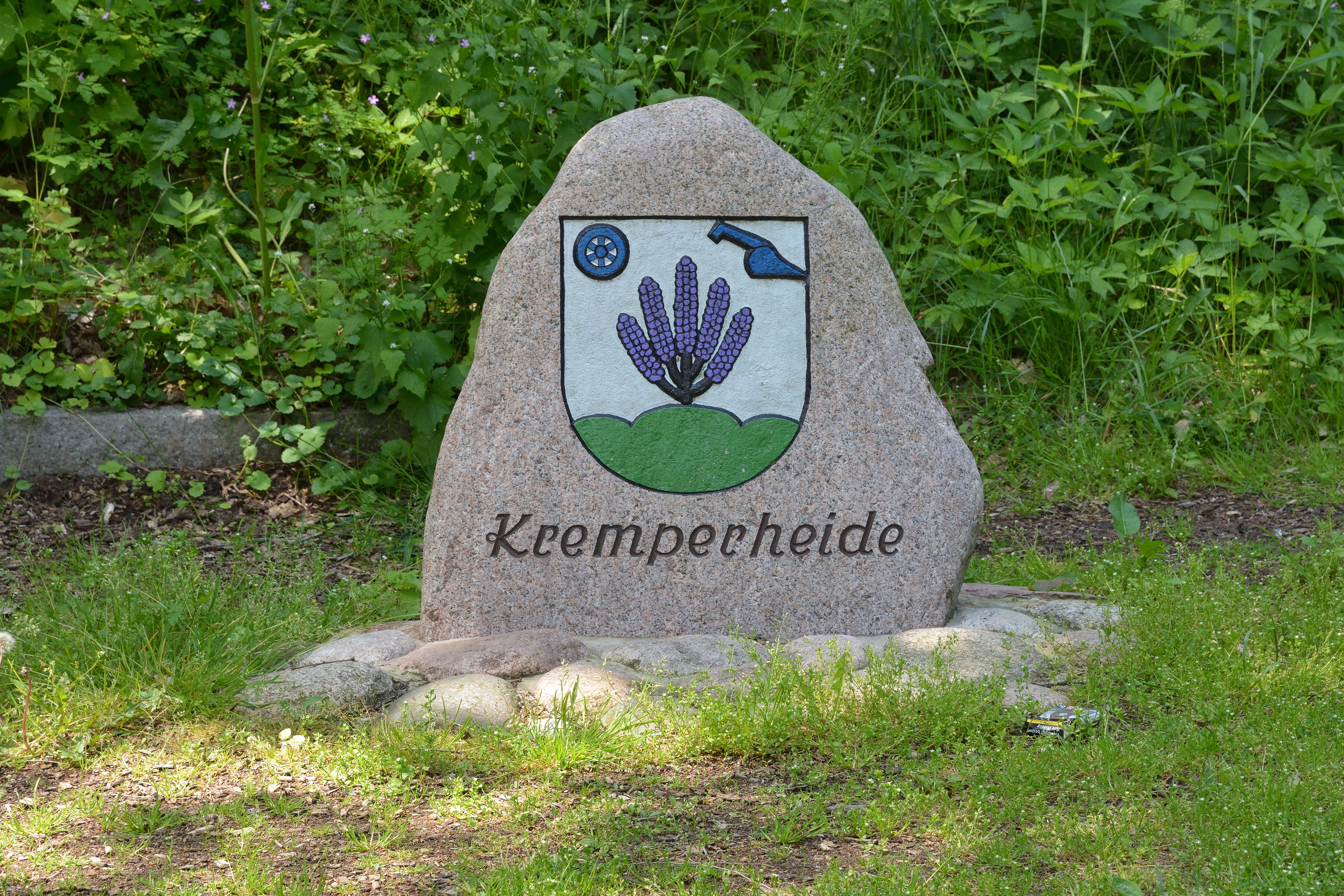
Findling mit dem Wappen